# Charles-Claude de Montigny
Charles-Claude de Montigny, né le 8 avril 1744 à Caen et mort le 25 novembre 1818 à Paris, est un homme de lettres français.

## Biographie
Avocat au Parlement de Rouen, Montigny se fait inscrire au barreau de Paris le 26 janvier 1768. Pendant la Révolution, il devient commissaire du gouvernement près les tribunaux du Puy-de-Dôme. Il collabore au Répertoire de jurisprudence de Guyot et au Supplément à l’Encyclopédie de Diderot et D’Alembert auquel il a fourni plus de 60 articles, principalement sur l’histoire de l’Allemagne, principalement tirés de sa propre Histoire générale d’Allemagne (Paris, 1775-1779, 6 vol. in-12).
Inventeur d’une méthode de sténographie, Montigny soumit, en 1800, son Mémoire sur l’art d’écrire aussi vite que la parole à l’Académie de Dijon qui, adoptant les conclusions du rapporteur Jacotot le jeune, arrêta, dans sa séance du 14 prairial an X, qu’il serait nommé correspondant.

## Ouvrages
- Histoire générale d’Allemagne, Paris, 1775-1779, 6 vol. in-12 ;
- Traité philosophique, théologique et pratique de la loi du Divorce demandée aux États par L.-Ph. d’Orléans, s. I. (Paris), juin 1787, in-8° ;
- Réclamation pour C. Desmoulins, précédée de notes historiques sur l’état de bourreau chez les principales nations connues, Paris, 1790, in-8° ;Publié sous le pseudonyme de Mitouflet.
- Alphabet universel, ou sténographie méthodique applicable à l’art typographique, Paris, 1799, in-8° ;
- Les plus illustres Victimes vengées des injustices de leurs contemporains, Paris, 1802, in-8° :Réfutation des Mémoires du règne de Louis XVI de Soulavie.
- Mémoires historiques de M*** Adélaïde et Victoire de France, filles de Louis XV, Paris, 1802, 3 vol. in-12 ;Cette première édition fut réprouvée par l’auteur, qui en donna une autre, augmentée de notes sur les révolutions de France, de Sardaigne, de Rome et de Naples, Paris, 1803, 1 vol. in-12.
- Abrégé du traité de la Langue exacte adaptée à l’imprimerie et à la sténographie de Taylor, Paris, 1805, in-4°, pl. ;
- De la Monarchie sous la maison de Bourbon, Paris, 1815, in-8°.Ce volume contient l’Adresse aux Français et aux alliés sur le retour de Louis XVIII, qui avait paru en juillet 1815.

Montigny a encore publié des mémoires et plaidoyers.

## Sources
- Ferdinand Hoefer, Nouvelle Biographie générale, t. 36, Paris, Firmin-Didot, 1861, p. 304-5.